# Filantrop (serial telewizyjny)
Filantrop (ang. The Philanthropist, 2009) – amerykański serial obyczajowy nadawany przez stację NBC od 24 czerwca do 12 sierpnia 2009 roku. Swoją premierę w Polsce miał 5 grudnia 2009 roku na kanale Canal+. Od 5 stycznia do 23 lutego 2011 roku serial był nadawany na kanale TVP1.

## Opis fabuły
O tym, iż sens życia można odnaleźć w pomaganiu innym i nawet ryzykować życie, by wspierać potrzebujących w każdym zakątku świata, będzie starał się przekonać widzów milioner Teddy Rist (James Purefoy) – główny bohater serialu.
Fabuła filmu opiera się na prawdziwych wydarzeniach inspirowanych osobą i życiem Tomasa R. Savage.

## Obsada
- James Purefoy jako Teddy Rist
- Jesse L. Martin jako Philip Maidstone
- Neve Campbell jako Olivia Maidstone
- Michael Kenneth Williams jako Dax
- Lindy Booth jako A.J. Butterfield
- Krista Allen jako Julia Carson Rist
- James Albrecht jako Gerard Kim